# Хансен, Мадс (футболист, 2002)
Мадс Кри́стиан Ха́нсен (дат. Mads Kristian Hansen; 28 июля 2002 года, Икаст,Дания) — датский футболист, полузащитник клуба «Бранн».

## Карьера
Мадс — воспитанник клуба «Мидтьюлланн». Принимал участие в юношеской лиге УЕФА в сезонах 2018/2019 и 2019/2020. Оба раза с командой доходил до четвертьфиналов. В 2019 году впервые попал в заявку «Мидтьюлланна» на матч чемпионата Дании. 28 июля 2020 года заключил с клубом свой первый контракт сроком на пять лет. С сезона 2021/2022 — игрок основной команды. Дебютировал в профессиональном футболе 20 июля 2021 года в поединке квалификационного раунда Лиги Чемпионов против «Селтика», выйдя на замену на 82-й минуте вместо Рафаэля Онейдики. 31 июля 2021 года Мадс дебютировал в датском чемпионате поединком против «Виборга», выйдя на замену на 78-й минуте вместо Жуниора Брумадо.
Также Мадс выступал за сборные Дании среди юношей до 17, 18 и 19 лет.

## Статистика выступлений
| Клуб             | Сезон            | Лига             | Лига  | Лига | Кубок | Кубок | Междунар. | Междунар. | Всего | Всего |
| Клуб             | Сезон            | Лига             | Матчи | Голы | Матчи | Голы  | Матчи     | Голы      | Матчи | Голы  |
| ---------------- | ---------------- | ---------------- | ----- | ---- | ----- | ----- | --------- | --------- | ----- | ----- |
| Мидтьюлланн      | 2021/2022        | Суперлига        | 3     | 0    | 0     | 0     | 4         | 0         | 7     | 0     |
| Всего за карьеру | Всего за карьеру | Всего за карьеру | 3     | 0    | 0     | 0     | 4         | 0         | 7     | 0     |